# Jean-Paul Besset

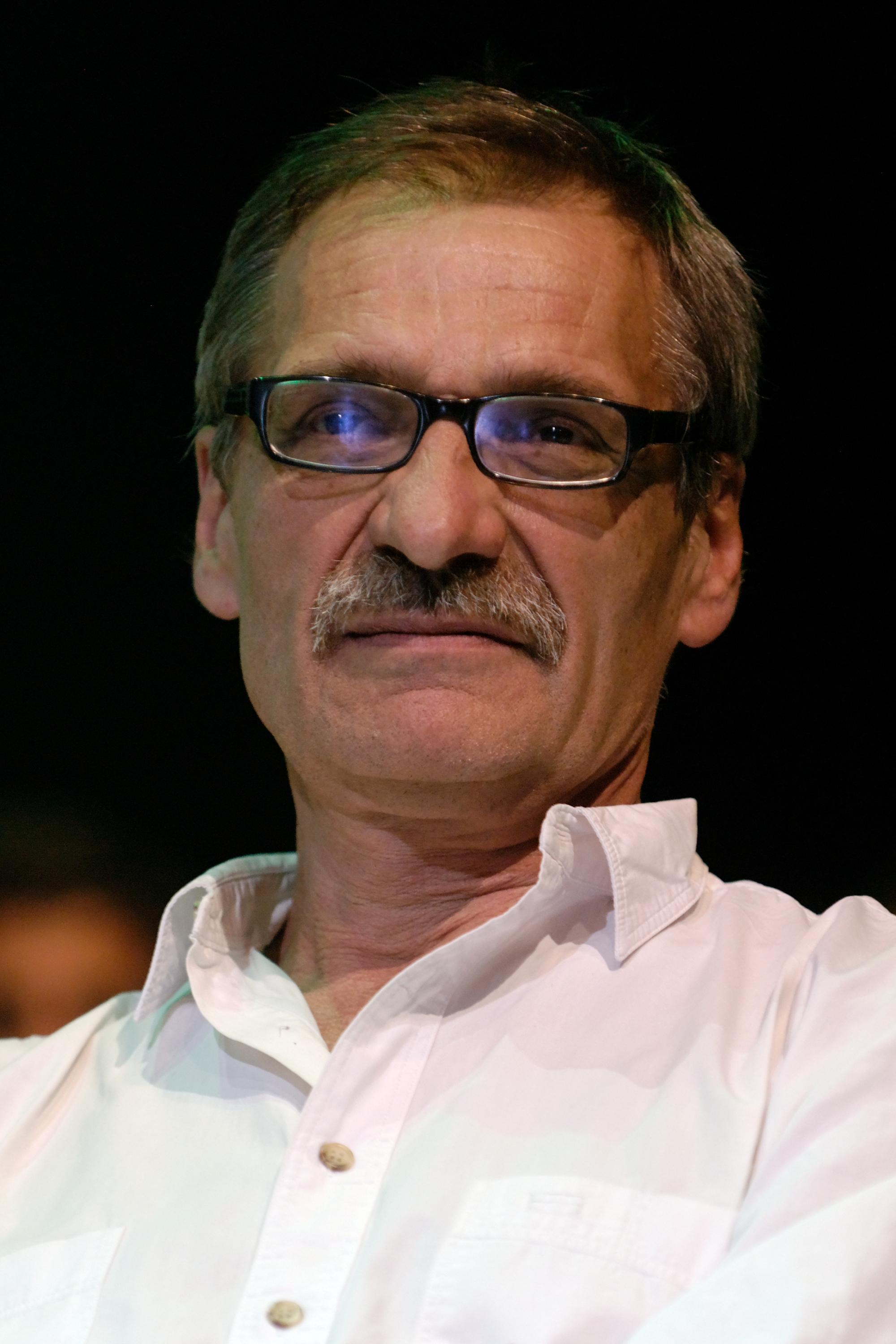
Jean-Paul Besset (2009)

Jean-Paul Besset (* 17. August 1946 in Chamalières, Département Puy-de-Dôme) ist ein französischer Journalist und Politiker der Les Verts.

## Leben
Als freiberuflicher Journalist war Besset von 1967 bis 2005 für RTL, Le Matin, Libération, Politis und Le Monde tätig. Von 1974 bis 1985 war Besset Mitglied der Ligue communiste révolutionnaire und wechselte 1985 zur Partei Les Verts. Seit 2009 ist Besset Abgeordneter im Europäischen Parlament.

## EU-Abgeordneter
Besset gehört zur Die Grünen/Europäische Freie Allianz (Grüne/EFA) und ist für sie Mitglied im Ausschuss für Wirtschaft und Währung sowie in der Delegation für die Beziehungen zu den Maschrik-Ländern.